# 더 캐나다스
더 캐나다스는 어퍼캐나다와 로어캐나다를 합쳐 부르는 이름으로 북아메리카의 캐나다에 위치한 대영제국의 식민지를 일컫는 말이었다. 이 두 지방은 1791년 연방 헌법에 의해 생성되었고, 캐나다주가 1841년 탄생하면서 폐지되었다. 그들의 이름은 상이집트, 하이집트와 같은 명칭과 분류로 세인트로렌스강의 상류와 관련된 명칭이 반영된 것이었다.
- 로어캐나다는 퀘벡의 남동쪽 부분을 감싸고 있었으며 래브라도의 대부분을 차지하고 있었다.[3]
- 어퍼캐나다는 온타리오 지방의 남쪽에 위치하고 있었으며 슈피리어호와 인접하였다.[3]
- 이 두 지방을 제외한 현재의 온타리오 지방과 퀘벡 지방은 루퍼츠랜드에 속해 있었다.

## 역사
1763년에 설립된 영국의 식민지 퀘벡은 1791년 연방 헌법에 의해 오타와 강을 따라 두 지역으로 나뉘었는데, 이것이 어퍼캐나다와 로어캐나다의 성립이었다. 어퍼캐나다는 영국 의회와 법이 익숙한 영국 충성파의 욕구에 의해 설립되었으며, 로어캐나다는 누벨프랑스가 멸망한 후 이 지방을 다스리던 영국이 어퍼캐나다와 구별하기 위해 1791년 성립했다. 이들은 캐나다라는 지방 명칭은 가지고 있었지만 각자 독립적인 지역으로 더 캐나다스라는 이름 하에 묶여 있던 동군연합이었다. 그러나 1812년 전쟁 이후 고조되었던 이 지방 사람들의 불만이 1837년에 반란으로 폭발하면서 영국 정부는 이 두 지방의 통합을 꾀했다. 제1대 더럼 공작이었던 존 램턴이 1838년 '영국령 북아메리카 문제에 대한 보고서'를 제출하면서 이 두 지방은 1개의 식민지로 통합될 준비를 갖추었고, 1840년 연방 헌법이 제정되면서 이 지역은 캐나다주로 통합되었다.